# Paul Bollenback
Paul Norris Bollenback (Hinsdale (Illinois), 6 juni 1959) is een Amerikaanse jazzgitarist en -componist van de modernjazz.

## Biografie
Bollenback groeide op in Hastings-on-Hudson, een buitenwijk van New York. Toen hij zeven jaar oud was, gaf zijn vader hem zijn eerste gitaar. Toen hij elf jaar oud was, verhuisde zijn familie naar New Delhi. Na zijn terugkeer in New York speelde hij elektrische gitaar in rockbands in de omgeving van New York. Onder invloed van de muziek van Miles Davis begon hij zich met jazz bezig te houden. Vanaf 1975 woonde hij met zijn gezin in Washington D.C. voordat hij studeerde aan de Universiteit van Miami. Daarna kreeg hij privélessen bij Asher Zlotnik. De eerste opnamen werden gemaakt in 1987, toen hij lid was van de band Seventh Quadrant van Gary Thomas, op wiens album hij werkte voor Enja Records. Vanaf 1990 speelde hij bij Joey DeFrancesco, met wie hij 16 jaar samenwerkte. Voor Joey DeFrancesco's album Reboppin' (1991) droeg hij de composities Wookies’s Revenge en Romancin' the Moon bij. In 1993 ontving hij een beurs van de Virginia Commission on the Arts en de National Endowment for the Arts, waarmee hij New Music for Three Jazz Guitars schreef.
Bollenback presenteerde een serie albums onder zijn eigen naam. Original Visions werd in 1995 uitgebracht bij Challenge Records met medewerking van Gary Thomas, Joey DeFrancesco, Ed Howard en Terri Lyne Carrington. Bollenback heeft ook gastoptredens gehad in tv-shows zoals The Tonight Show, Good Morning America, Joan Rivers, The Today Show en Entertainment Tonight. Hij speelde ook met Stanley Turrentine, Gary Bartz, Jeff 'Tain' Watts, Joe Locke, Tim Garland, David 'Fathead' Newman, Steve Wilson, Geoffrey Keezer, Grady Tate, Shunzo Ohno, James Moody, Chris McNulty, Jack McDuff, Charlie Byrd, Paul Bley, Carol Sloane, Carter Jefferson, Herb Ellis, Jimmy Bruno en in East Meets West met Sandip Burman. Op het gebied van jazz was hij tussen 1987 en 2015 betrokken bij 102 opnamesessies. Bollenback woont in New York en heeft lesgegeven aan de American University en het Queens College. Zijn studenten waren o.a. Sandra Hempel en Martin Schulte.

## Discografie

### Als leader
- 1995: Original Visions (Challenge Records)
- 1997: Double Gemini  (Challenge)
- 1999: Soul Grooves (Challenge)
- 2000: Double Vision (Challenge)
- 2001: Dreams (Challenge)
- 2006: Brightness of Being (Elefant Dreams)
- 2007: Invocation (Elefant Dreams)
- 2014: Portraits in Space and Time (Mayimba Music)

### Als sideman
Met Joey DeFrancesco
- 1991: Part III (Columbia)
- 1992: Reboppin (Columbia)
- 1993: Live at the 5 Spot (Columbia)
- 1994: All About My Girl (Muse)
- 1995: The Street of Dreams (Big Mo)
- 2000: Incredible! (Concord Jazz)
- 2000: The Champ Round 2 (HighNote)
- 2002: The Philadelphia Connection (HighNote)
- 2002: Ballads and Blues (Concord)
- 2009: Snapshot (HighNote)
- 2010: Never Can Say Goodbye (HighNote)

Met Jim Snidero
- 2007: Tippin (Savant)
- 2009: Crossfire (Savant)
- 2011: Interface (Savant)
- 2013: Stream of Consciousness (Savant)

Met Gary Thomas
- 1987: Seventh Quadrant (Enja)
- 1988: Code Violations (Enja)
- 1991: The Kold Kage (JMT Records)
- 1993: Exile's Gate (JMT)
- 1997: Found on Sordid Streets (Winter & Winter)

Met anderen
- 1994: Ron Holloway, Slanted (Milestone)
- 1995: Greg Hatza, Organization (Palmetto)
- 1996: Ron Holloway, Scorcher (Milestone)
- 1998: Greg Hatza, Snake Eyes (Palmetto)
- 2000: Bob Berg, Randy Brecker, Dennis Chambers, Joey DeFrancesco, The JazzTimes Superband (Concord)
- 2000: Joe Locke, Beauty Burning (Sirocco)
- 2001: Carol Sloane, I Never Went Away (HighNote)
- 2001: Tony Monaco, Burnin' Grooves (Summit)
- 2002: Christy Baron, Take This Journey (Chesky)
- 2002: Terri Lyne Carrington, Jazz Is a Spirit (ACT)
- 2002: Joe Locke, State of Soul (Sirocco)
- 2003: Houston Person, Social Call (HighNote)
- 2003: Steve Wilson, Soulful Song (Maxjazz)
- 2003: Carol Sloane, Whisper Sweet (HighNote)
- 2005: Gary Bartz, Live @ the Jazz Standard Mae Velha Vol 2 (OYO)
- 2008: Marilyn Scott, Every Time We Say Goodbye (Venus)
- 2008: Houston Person, The Art and Soul of Houston Person (HighNote)
- 2009: Tim Garland, Libra (Global Mix)
- 2010: Steve Gadd, Live at Voce (BFM)
- 2016: Shunzo Ohno, ReNew (Pulsebeats)
- 2018: Pat Bianchi, In the Moment (Savant)

- Bibliothèque nationale de France: cb138916508 (data)
- Gemeinsame Normdatei: 13457981X
- International Standard Name Identifier: 0000 0001 1469 5841
- Library of Congress Control Number: no98012600
- MusicBrainz: 4b7e36b0-8f25-4f7b-84a4-9cdb4f00d692
- Nationale Bibliotheek van Tsjechië: xx0016082
- Nationale Bibliotheek van Israël: 987007320936205171
- Réseau des bibliothèques de Suisse occidentale: 02-A009135448
- Système universitaire de documentation: 243900147
- Virtual International Authority File: 27251176
- WorldCat: E39PBJyx9k4xbVt63qhVFXK68C